# Massacro al Grande Canyon
Massacro al Grande Canyon è un film del 1964 diretto da Sergio Corbucci.

## Trama
Wess Evans vuole vendicare la morte di suo padre ed è coinvolto nelle aspre faide scatenate nel paese per il possesso di grandi terreni.  Mentre la sua pistola risolve tutti i problemi, il suo cuore batte forte per la sua Nancy.